# Rudolf Hradil
Rudolf Hradil (* 1. April  1925 in Salzburg; † 26. Oktober 2007 in Wien) war einer der bedeutendsten österreichischen Maler, Druckgrafiker, Zeichner und Aquarellisten. Seit 1964 war er Künstler Mitglied der Wiener Secession und lebte und arbeitete in Salzburg und Wien.

## Biografie
Rudolf Hradil kam bereits in seinem Elternhaus im heutigen Salzburger Stadtteil Morzg mit bildender Kunst in Berührung. Sein Vater war Zeichenlehrer, seine Mutter hatte bei Leo Putz in Weimar Malerei studiert, und sein Onkel arbeitete als Architekt. Rudolf Hradil begann erstmals in der Kriegsgefangenschaft frei zu zeichnen und wollte von da an Maler werden. 
Zwischen 1947 und 1951 studierte Hradil an der Akademie der bildenden Künste Wien bei Robin C. Andersen, Herbert Boeckl und Albert Paris Gütersloh. Ein Stipendium führte ihn von 1951 bis 1952 nach Paris. Dort wurde er von Fernand Léger unterrichtet und entdeckte seinen zeichnerischen ‚Kritzelstil‘ sowie die Vorliebe für Stadtlandschaften. Während seines Studiums in Wien sowie während seines Parisaufenthaltes tauschte er sich brieflich intensiv mit seiner Studienkollegin Hertha Jennewein, später Hertha Jugl-Jennewein aus.
In London erlernte Rudolf Hradil als Stipendiat des British Council 1959/1960 alle Radier-Techniken und entwickelt eine besondere Sympathie für das Gravieren mit der Kaltnadel. 
Angeregt durch den Bauhaus-Künstler Max Peiffer Watenphul erlernte Rudolf Hradil um 1964 die Aquarellmalerei und perfektionierte seine Technik der Farblithographie.
Viele Reisen führten Rudolf Hradil nach Italien, Griechenland, Frankreich, Berlin oder New York – seine besondere Liebe galt jedoch Venedig und Rom. Oft begab er sich an die Peripherie der Städte und zeigte aus besonderem Blickwinkel Sehenswertes, aber nicht die bloße Sehenswürdigkeit. In seinen Bildern finden sich immer wieder Details des modernen, technisierten Lebens sowie sogenannter ‚Zivilisationsmüll‘. Während Hradil vor Ort nur Skizzen anfertigte und die Lichtstimmungen und Farben der jeweiligen Orte im Kopf behielt, vollendete er seine Bilder stets noch im Hotelzimmer oder später in seinem Atelier.
Eine besondere Vorliebe hegte Rudolf Hradil für die Radierung als Synthese zwischen Handwerk und künstlerischem Ausdruck. Er druckte seine Blätter auf der eigenen Presse und betrachtete die Möglichkeit, viele gleichwertige Exemplare eines Werkes herstellen zu können als wichtigen sozialen Aspekt. Hradils Druckpresse steht heute in der Grafischen Werkstatt im Salzburger Traklhaus, wo auch Stipendiaten des nach ihm benannten Stipendiums in seinem Sinne ihre Ideen und Werke umsetzen können. 
Rudolf Hradil erhielt von Stadt und Land Salzburg mehrere Auszeichnungen (u. a. das Goldene Verdienstzeichen des Landes Salzburg 1990, das Goldene Ehrenzeichen des Landes Salzburg 2005 und die Wappenmedaille der Stadt Salzburg 2005).
Hradil verstarb am 25. Oktober 2007 in Wien.

## Rudolf-Hradil-Grafik-Stipendium
Seit 2009 vergibt der Erste-Salzburger Sparkasse-Kulturfonds das Rudolf-Hradil-Grafik-Stipendium. Ziel des Stipendiums ist die Vertiefung druckgrafischer Techniken in der Grafischen Werkstatt im Salzburger Traklhaus. Die Ausschreibung erfolgt im Abstand von zwei Jahren für Radierung, Flachdruck, Hochdruck oder für Kombinationen daraus.
Im Jahr 2009 wurde das Stipendium in der Höhe von € 5.000 an Iris Andraschek (Wien) vergeben. 

## Bücher
- Gerhard Amanshauser, Gundl Hradil: Rudolf Hradil. Aquarelle Zeichnungen Druckgraphik. Oeuvrekatalog der Druckgraphik, Residenz Verlag, Salzburg 1975.
- Rudolf Hradil Aquarelle. Einleitender Essay: Peter Rosei. Verlag Galerie Welz, Salzburg 1981, ISBN 3-85349-131-6.
- Wieland Schmied: Rudolf Hradil. Städte und Landschaften. Verlag Galerie Welz, Salzburg 1988. (Erweiterte Neuauflage 1995)
- Matthias Boeckl: Rudolf Hradil, Zeichnungen. Weitere Texte: Otto Breicha, Marco Lodoli. Residenz Verlag, Salzburg/Wien 1993, ISBN 3-7017-0829-0.
- Matthias Boeckl, Nikolaus Schaffer: Rudolf Hradil Ölbilder. Residenz Verlag, Salzburg/Wien 1995, ISBN 3-7017-0947-5.
- Wieland Schmied, Rudolf Hradil: Rudolf Hradil Aquarelle. Verlag Galerie Welz, Salzburg 1995, ISBN 3-85349-131-6.
- Rudolf Hradil: Aquarelle. Stillleben, Städte, Landschaften. Callwey Verlag, München 2000, ISBN 3-7667-1401-5.
- Rudolf Hradil: La Poésie des Villes. Verlag Galerie Flak, Paris 2000, ISBN 2-912646-04-9.
- Rudolf Hradil – Das Abenteuer des Strichs. Radierungen. Texte: Gert Jonke, Gerhard Amanshauser, Rudolf Hradil. Verlag Galerie Welz, Salzburg 2005, ISBN 3-85349-282-7.

## Filmporträts
- Rudolf Hradil. Angelica Bäumer, ORF Wien, 1980.
- Drei Künstler aus Salzburg. Wolfgang Lesowsky, ORF Wien, 1984.
- Rudolf Hradil. Helga Ripper, ORF Salzburg, 1985.
- Osterspaziergang. Sechs österreichische Künstler. Georg Madeja, ORF Wien, 1989.